# Розалінд Найт
Розалінд Мері Найт (англ. Rosalind Marie Knight; 3 грудня 1933, Лондон — 19 грудня 2020, там само) — британська акторка театру, кіно та телебачення.

## Життєпис
Народилася 3 грудня 1933 року в Мерілебоні, Лондон, її батьками були актор Есмонд Найт та акторка Френсіс Клер (після розлучення батьків у 1946 році її мачухою стала акторка Нора Суїнберн). Вивчала акторську майстерність у театральній студії при театрі Олд Вік під керівництвом Глена Біама Шоу та Джорджа Дівайна. 1957 року зіграла роль школярки Аннабель у фільмі «Вбивство в Сент-Треніан», того ж року разом з батьком знялася у міні-серіалі BBC «Ніколас Нікльбі», де вони також грали батька і дочку. Проте фактично її кінодебют відбувся 1955 року у фільмі Лоуренса Олів'є «Річард III», де вона виконала епізодичну роль фрейліни. 1957 року зіграла у двох фільмах серії «Так тримати» — «Так тримати, медсестра» та «Так тримати, вчитель». 1963 року зіграла місіс Фіцпатрік у фільмі «Том Джонс» за романом Генрі Філдінга. 1980 року з'явилася в ролі вчительки міс Велш у фільмі «Дикі кішки Сент-Треніан».
Багато знімалася на телебаченні, з'явилася у телесеріалах «Вулиця коронації», «Пригоди Шерлока Голмса» (вона грала графиню Моркар, власницю блакитного карбункула), «Пуаро Агати Крісті», «Убивства в Мідсомері», «Міс Марпл Агати Крісті», «Шерлок», «Вечеря у п'ятницю ввечері» та інших. У 1999—2001 роках виконувала роль Беріл, повії на пенсії, у ситкомі «Дай, дай, дай» за участю Кеті Берк та Джеймса Дрейфуса. 2016 року з'явилася у серіалі «Корона» в ролі принцеси Аліси фон Баттенберг (свекрухи Єлизавети II).
У театрі співпрацювала з такими режисерами як Брем Мюррей (місіс Прентіс у «Що бачив дворецький» Джо Ортона, 1977), Ерік Томпсон (леді Віндермір у «Злочин лорда Артура Севіла» за Оскаром Вайлдом,1982), Джеймс Максвелл (міс Еріксон у «Present Laughter» Ноела Коварда, 1977), Маріанна Елліот (Аня Павліков у «Nude With Violin» Н. Коварда, 1999), Стівен Пімлотт (леді Індія у «Запрошення до замку» Жана Ануя, 1983) та інш.
Розалінд Найт померла 19 грудня 2020 року в одній з лікарень Лондона від раку у 87-річному віці.

## Особисте життя
1959 року Найт вступила у шлюб з режисером театру та телебачення Майклои Елліотом. У подружжя народились двоє дочок — Маріанна і Сюзанна, які також стали театральними режисерами. Шлюб тривав до смерті чоловіка 1984 року.

## Вибрана фільмографія
| Рік       |    | Українська назва                               | Оригінальна назва                                     | Роль                           |
| --------- | -- | ---------------------------------------------- | ----------------------------------------------------- | ------------------------------ |
| 1950      | ф  | Віднесені на Землю                             | Gone to Earth                                         | дівчина на іподромі            |
| 1955      | ф  | Річард III                                     | Richard III                                           | фрейліна                       |
| 1957      | ф  | Фортуна — це жінка                             | Fortune Is a Woman                                    | машиністка                     |
| 1957      | ф  | Вбивство у Сент-Треніан                        | Blue Murder at St. Trinian's                          | Аннабель                       |
| 1957      | с  | Ніколас Нікльбі                                | Nicholas Nicklebi                                     | міс Фанні Сквірс               |
| 1959      | ф  | Так тримати, медсестра                         | Carry on Nurse                                        | Найтінгейл, студентка-медик    |
| 1959      | ф  | Так тримати, вчитель                           | Carry on Teacher                                      | Фелісіті Вілер                 |
| 1960      | ф  | Жив-був шахрай                                 | There was a Crooked man                               | медсестра                      |
| 1963      | ф  | Том Джонс                                      | Tome Jones                                            | місіс Фіцпатрік                |
| 1968      | с  | Ніколас Нікльбі                                | Nicholas Nickleby                                     | міс Сневічеллі                 |
| 1975      | ф  | Містер Квілп                                   | Mr Quilp                                              | місіс Джордж                   |
| 1975      | ф  | Ескімоска                                      | Eskimo Nell                                           | леді Лонгхорн                  |
| 1979      | ф  | Леді зникає                                    | The Lady Vanished                                     | Евелін Барнс                   |
| 1980      | ф  | Дикі кішки Сент-Треніан                        | The Wildcats of St. Trinian's                         | міс Велш                       |
| 1981      | с  | Вулиця коронації                               | Coronation Street                                     | місіс Рамсден                  |
| 1982      | с  | Ненсі Астор                                    | Nancy Astor                                           | Марго Асквіт                   |
| 1984      | с  | Пригоди Шерлока Голмса: Блакитний карбункул    | The Adventures of Sherlock Holmes: The Blue Carbuncle | графиня Моркар                 |
| 1986      | с  | Повернення «Антилопи»                          | The Return of the Antelope                            | леді Сальваніоніст             |
| 1989      | тф | Коли ми зустрінемося знову                     | Till We Meet Again                                    | маркіза де Сен-Фракур          |
| 1991      | ф  | Страх темряви                                  | Afraid of the Dark                                    | Едіт                           |
| 1992      | с  | Пуаро Агати Крісті: Раз, два — пряжку застібни | Agatha Christie's Poirot: One, Two, Buckle My Shoe    | Джорджина Морлі                |
| 1994      | с  | З травня по грудень                            | May to December                                       | Джорджина Сінклер              |
| 1997      | с  | Айвенго                                        | Ivanhoe                                               | Едіт                           |
| 1997      | тф | Королівський скандал                           | A Royal Scandal                                       | леді Шарлотта                  |
| 1998      | тф | Тесс з роду д'Ербервілів                       | Tess of the D'Urbervilles                             | місіс д'Ербервіль              |
| 1999—2001 | с  | Дай, дай, дай                                  | Gimme, Gimme, Gimme                                   | Беріл                          |
| 2002      | ф  | Мій хлопчик                                    | About a Boy                                           | мати Ліндсі                    |
| 2003      | с  | Убивства в Мідсомері: Стерв'ятники             | Midsomer Murders: Birds of Prey                       | Елеонор Макферсон              |
| 2006      | с  | Міс Марпл Агати Крісті: Перст провидіння       | Agatha Christie's Marple: The Moving Finger           | Партрідж                       |
| 2011      | с  | Убивства в Мідсомері: Священний обов'язок      | Midsomer Murders: A Sacred Trust                      | мати Джерома                   |
| 2012      | с  | Шерлок: Собаки Баскервіля                      | Sherlock: The Hounds of Baskerville                   | Грейс                          |
| 2012—2020 | с  | Вечеря у п'ятницю ввечері                      | Friday Night Dinner                                   | Синтія Гудмен (Жахлива бабуся) |
| 2015      | ф  | Леді у фургоні                                 | The Lady in the Van                                   | стара черниця                  |
| 2016      | с  | Корона                                         | The Crown                                             | принцеса Аліса фон Баттенберг  |